# Neobisium paucedentatum
Neobisium paucedentatum es una especie de arácnido del orden Pseudoscorpionida de la familia Neobisiidae.

## Distribución geográfica
Es endémico de la Cueva del Agua, provincia de Granada (España).